# Parigny (Loara)
Parigny – miejscowość i gmina we Francji, w regionie Owernia-Rodan-Alpy, w departamencie Loara.
Według danych na rok 1990 gminę zamieszkiwały 503 osoby, a gęstość zaludnienia wynosiła 55 osób/km² (wśród 2880 gmin regionu Rodan-Alpy Parigny plasuje się na 1144. miejscu pod względem liczby ludności, natomiast pod względem powierzchni na miejscu 1189.).